# Eugenio Gatto
Eugenio Gatto (Zenson di Piave, Treviso, 22 de octubre de 1911 – Venecia, 17 de enero de 1981) fue un abogado, político y partisano italiano.

## Biografía
Tras asistir a la escuela, Gatto estudió derecho y posteriormente ejerció como abogado. Hacia el final de la Segunda Guerra Mundial, participó activamente en la Resistencia italiana. En las elecciones del 18 de abril de 1948, fue elegido por primera vez como diputado en la Cámara de Diputados por la Unión Demócrata Cristiana (DC), representando a la circunscripción de Venecia hasta el 15 de mayo de 1963.
Durante la primera legislatura, desempeñó funciones como miembro de la Comisión de Asuntos Internos (junio de 1948 - julio de 1951) y simultáneamente de la Comisión de Agricultura y Alimentación (enero de 1950 - junio de 1953). En la segunda legislatura, formó parte de la Comisión de Transportes (julio de 1953 - junio de 1958) y nuevamente de la Comisión de Agricultura y Alimentación (julio de 1954 - junio de 1955).
El 3 de julio de 1958, el primer ministro Amintore Fanfani lo designó subsecretario de Estado en el Ministerio de Industria y Comercio dentro de su segundo gabinete. Gatto continuó en este cargo en el segundo gabinete de Segni hasta el 25 de marzo de 1960. Posteriormente, en los gabinetes tercero y cuarto de Fanfani y el primero de Leone, ejerció como subsecretario de Estado en el Ministerio de Participaciones Estatales (28 de julio de 1960 - 3 de diciembre de 1963). Durante ese período, también fue miembro de la Comisión de Presupuesto y Participación Estatal (junio de 1958 - junio de 1960), y más tarde de las Comisiones de Asuntos Exteriores y de Justicia (julio de 1960 - junio de 1961), además de formar parte de la Comisión de Trabajo y Seguridad Social entre julio y mayo de 1960.
En las elecciones del 28 de abril de 1963, fue elegido senador por el Partido Democrático Cristiano (DC), representando a la región del Véneto hasta el 4 de julio de 1976. Como senador, integró la Comisión Permanente de Justicia y Asignaciones del Senado (julio de 1963 - junio de 1968). En los gabinetes segundo y tercero de Aldo Moro, fue subsecretario de Estado en el Ministerio de Hacienda desde el 25 de julio de 1964 hasta el 23 de junio de 1968.
A partir del 12 de diciembre de 1968, Gatto asumió como Ministro sin Cartera para la Reforma de la Administración Pública en los dos primeros gabinetes de Mariano Rumor. Más tarde, en el tercer gabinete Rumor y el gabinete de Emilio Colombo, fue Ministro sin Cartera encargado de los Problemas de Implementación de la Regionalización (27 de marzo de 1970 - 16 de febrero de 1972), y finalmente Ministro sin Cartera para Asuntos Regionales en el primer gabinete de Giulio Andreotti (17 de febrero - 24 de junio de 1972).
Además, Gatto continuó desempeñándose como miembro del Comité Permanente del Senado sobre Justicia y Asignaciones (julio de 1968 - mayo de 1971; octubre de 1971 - mayo de 1972). También fue parte del Comité Permanente sobre Obras Públicas, Transporte, Servicios Postales, Telecomunicaciones y Marina Mercante (mayo - septiembre de 1971). Su última participación parlamentaria fue como miembro del Comité Permanente del Senado sobre Justicia durante el sexto período legislativo, de julio de 1972 a julio de 1976.

## La experiencia partidista
Durante la Segunda Guerra Mundial, Eugenio Gatto participó activamente en la lucha contra el nazifascismo, destacándose como una figura relevante dentro de la Resistencia italiana. Abogado de formación, desarrolló una profunda conciencia democrática que lo llevó a integrarse en los círculos antifascistas y a contribuir a la reorganización política del país.
En el contexto de la ocupación alemana y de la República Social Italiana, Gatto fue uno de los principales promotores de la movilización civil y militar en la región del Véneto. Fundó la sección veneciana del Comité de Liberación Nacional (CLN), asumiendo funciones de coordinación entre las distintas fuerzas partisanas locales. En este papel, colaboró en la estructuración de actividades clandestinas, la difusión de prensa antifascista y la gestión de contactos con las misiones aliadas presentes en el territorio.

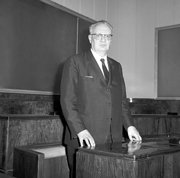
Eugenio Gatto

Además, Gatto fue responsable de la gestión de los levantamientos populares partisanos en la zona del Opitergino y en la provincia de Venecia, donde se llevaron a cabo numerosas acciones de sabotaje, huelgas insurreccionales y manifestaciones contra la ocupación. Su actuación se caracterizó por la capacidad de combinar la organización militar con una visión política orientada a la reconstrucción democrática de Italia.
Su actividad en el CLN culminó durante las jornadas de la Liberación de Venecia (28–29 de abril de 1945), cuando participó en las negociaciones con el mando alemán para la rendición de la ciudad, contribuyendo a una transición pacífica del poder y a la preservación de las infraestructuras urbanas. Su nombre figura entre los firmantes del protocolo de evacuación de las tropas alemanas, junto a representantes del Cuerpo de Voluntarios por la Libertad (CVL) y del CLN regional del Véneto.
La experiencia en la Resistencia influyó profundamente en su posterior carrera política: elegido diputado en 1948 y posteriormente senador, ocupó cargos gubernamentales como subsecretario y ministro sin cartera. Su contribución a la lucha partisana y a la fundación de la República Italiana es hoy reconocida como parte integral de la historia democrática del país.